# Луна 16
Луна 16 је једна од летелица из програма Луна мисија Совјетског Савеза. Она је прва роботизована летелица без посаде која се спустила на Месечеву површину и на Земљу донела 101 грама узорака Месечеве прашине.
Летелица се састојала из два дела. Један део био је цилиндричан, садржао је гориво и опрему за слетање. Други део летелице користио се да успори летелицу при слетању. Летелица је имала камеру, инструменте за мерење температуре и радијације, за комуникацију и бушилицу за прикупљање узорака.
Луна 16 проузавала је и Месечеву гравитацију. Имала је две преправке орбите 18. и 19. септембра. Процес спуштања на Месец трајао је око 6 минута а летелица се спустила на северни део Мора плодности (Mare Fecunditatis). Ово спуштање било је прво у историји да се обавило ноћу. При крајњем моменту спуштања брзина летелице била је мања од 2,4 метра по секунди и тежила је 1880 килограма. Сат времена после стуштања бушилица је почела са сакупљањем узорака и за 7 минута избушено је 35 центиметара у дубину. Луна 16 је на Месецу провела укупно 26 сати и 25 минута. Доњи део летелице остао је на Месецу и наставио са слањем података о температури и радијацији. Други део летелице који је кренуо ка Земљи враћао се 3 дана без исправка путање а спустио се у Казахстану 24. септембра 1970.